# Bagik Payung Selatan
Bagik Payung Selatan is een bestuurslaag in het regentschap Oost-Lombok van de provincie West-Nusa Tenggara, Indonesië. Bagik Payung Selatan telt 4307 inwoners (volkstelling 2010).